# Тисовец
Тисовец (на словенски: Tisovec) е село в Словения, регион Средна Словения, община Добреполе. Според Националната статистическа служба на Република Словения през 2015 г. селото има 41 жители.